# Ariarates VIII
Ariarates VIII (grec antic: Ἀριαράθης Ἐπιφανής, Ariaráthēs Epiphanḗs) va ser rei de Capadòcia. Era fill d'Ariarates VI.
Quan va ser proclamat rei l'any 99 aC era molt jove, i el país va quedar sota la regència de la seva mare Laodice, que es va casar amb Nicomedes III Evergetes de Bitínia. El marit també va assolir la regència del país, i va aprofitar per dominar la Paflagònia, cosa que els Capadocis no van veure bé.
L'any 97 aC Mitridates VI Eupator del Pont va entrar al país suposadament per ajudar el seu nebot contra Bitínia però en realitat amb intenció d'ocupar-lo. Ariarates VIII se'n va adonar aviat i li va declarar la guerra, però després d'unes setmanes de lluita ambdós reis es van reunir a una tenda per negociar la pau; en aquesta tenda Mitridates, ajudat pel seu fidel Gordi (Gordius), va assassinar Ariarates VIII i amb ell es va extingir la línia de reis de Capadòcia originada en Datames.
Mitridates va proclamar rei un dels seus propis fills amb el nom de Ariarates IX, sota la regència de Gordi, ja que només tenia vuit anys en ser nomenat. Nicomedes de Bitínia va enviar una ambaixada a Roma per reclamar el tron a favor d'un jove que pretenia ser fill d'Ariarates VI i Laodice. Mitridates, "amb un desvergonyiment igual" diu Justí, també va enviar una ambaixada a Roma dient que el noi que havia posat al tron era un descendent d'Ariarates V. El senat romà no es va decantar per cap dels dos pretendents, i va decidir que fossin els capadocis els que triessin. Com que estaven d'acord que hi hagués un rei, els romans van permetre que s'instal·lés al tron Ariobarzanes I, que havien elegit.